# Тарасов, Николай Лазаревич
Никола́й Ла́заревич Тара́сов (арм. Նիկողայոս Ղազարոսի Թորոսեան; 18 июля 1882 — 31 октября 1910, Москва, Российская империя) — меценат, нефтепромышленник-миллионер, московский щёголь и ловелас, застрелился в 28 лет.

## Биография
Выходец из черкесогайской купеческой семьи Тарасовых, которая происходила из Армавира. Имел доходы от капиталов во многих акционерных обществах. Состояние получил в наследство от отца.
Прославился как меценат. В 1906 году, едва вступив в наследство, Тарасов одолжил деньги Немировичу-Данченко, когда труппа Московского художественного театра попала в трудное положение во время гастролей в Германии. Так Николай Тарасов стал пайщиком и членом дирекции МХТ и покровителем многих актрис, в том числе Алисы Коонен.
В 1908 году вместе со своим другом Никитой Балиевым, с которым он делил квартиру по адресу Большая Дмитровка, дом № 9, основал театр-кабаре «Летучая мышь» (бывший «капустник» МХТ).
Внучатым племянником Тарасова считал себя известный предприниматель Артём Тарасов.

## Оценки современников
В. И. Качалов часто говорил, что если бы не богатство, которое губило Тарасова тем, что он ничего не должен был делать, он был бы жизнеспособнее. А одного жизнелюбия, чтобы жить, ему не хватало. Он никому не верил — ни друзьям, ни женщинам, за всяким их отношением к себе видел один стимул — своё богатство (по воспоминаниям В. В. Шверубовича, сына В. И. Качалова).

## Самоубийство и похороны
Жизнь Николая Тарасова закончилась трагически из-за «любовного треугольника». Его бывшая любовница, актриса Ольга Васильевна Грибова (Ясюнинская), жена магната Алексея Назаровича Грибова, просила у Николая Тарасова денег для своего любовника, юнкера Николая Журавлёва, содиректора Барановской мануфактуры, который сильно проигрался в карты. Тарасов отказал, и юнкер застрелился. На следующий день Ольга Грибова тоже стрелялась, хотя и неудачно, но позже умерла в больнице. На третий день Тарасов узнал об этом из газет и тоже застрелился. Подруга Ольги Грибовой якобы заказала гроб и венок на адрес Тарасова, когда он ещё не знал о смерти своей бывшей любовницы. Слуга нашёл тело самоубийцы и уже доставленный гроб.
В день смерти Тарасова в МХТ отменили спектакль. Его похоронили на Армянском кладбище в Москве. Надгробный памятник, который воспроизводит сцену самоубийства Николая Тарасова, создал скульптор Николай Андреев. Надгробие Тарасова считается лучшим из всех кладбищенских мемориалов, созданных Андреевым. Сейчас оно охраняется государством как памятник истории и культуры.